# Ichthyophis longicephalus
La cecilia de cabeza larga (Ichthyophis longicephalus) es una especie de anfibios gimnofiones de la familia Ichthyophiidae que habita en el estado de Kerala, India.